# Mittelmeerspiele 2013/Tennis

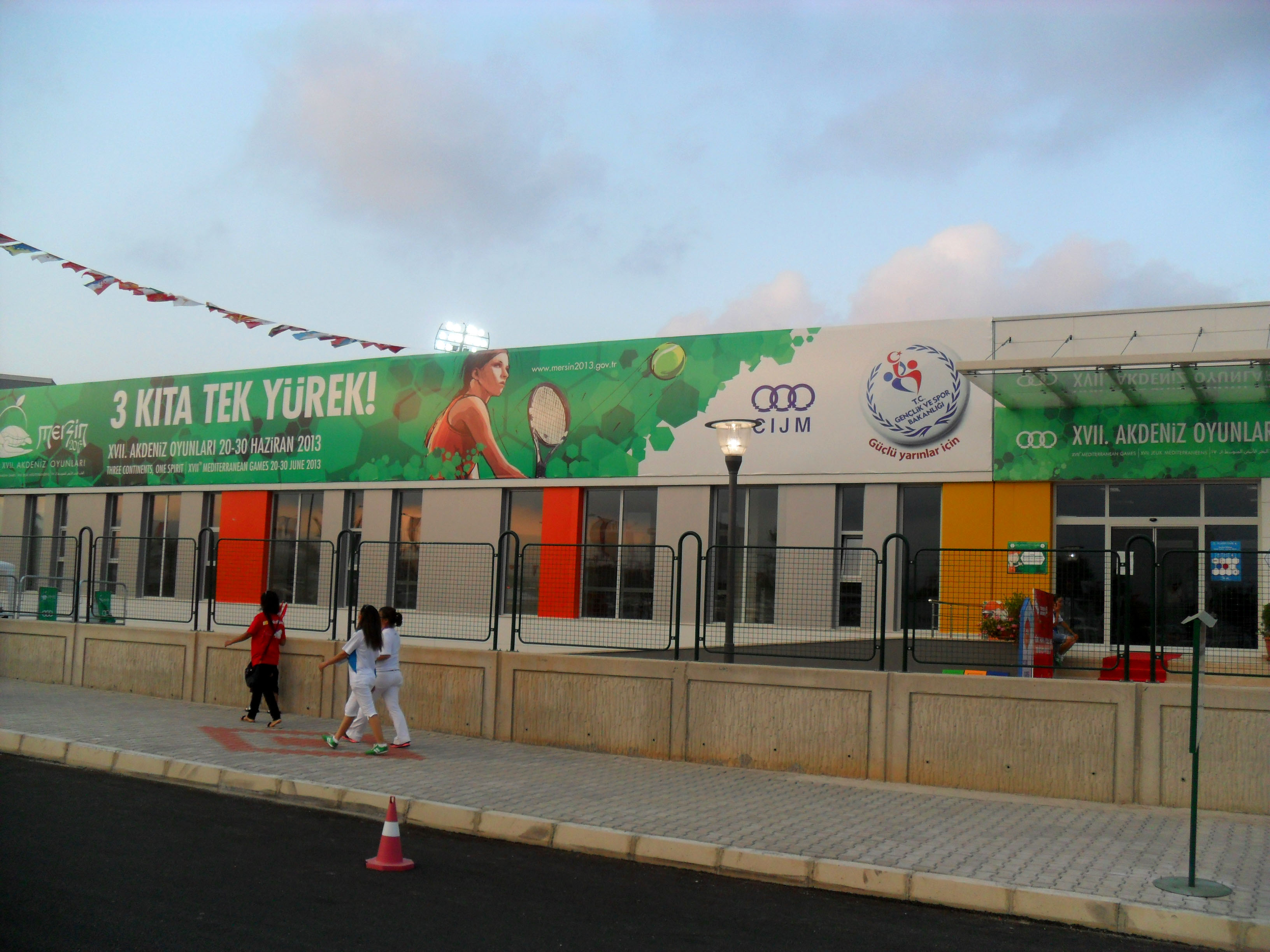
Mersin Tennis Complex (2013)

Bei den Mittelmeerspielen 2013 in Mersin wurden vom 24. bis 29. Juni 2013 vier Wettbewerbe im Tennis ausgetragen.

## Herren

### Einzel
| Platz | Land      | Spieler      |
| ----- | --------- | ------------ |
| 1     | Slowenien | Blaž Rola    |
| 2     | Türkei    | Marsel İlhan |
| 3     | Tunesien  | Malek Jaziri |

### Doppel
| Platz | Land      | Spieler                                |
| ----- | --------- | -------------------------------------- |
| 1     | Slowenien | Blaž Rola Tomislav Ternar              |
| 2     | Tunesien  | Mohamed Haythem Abid Malek Jaziri      |
| 3     | Spanien   | Albert Alcaraz Ivorra David Pérez Sanz |

## Damen

### Einzel
| Platz | Land    | Spielerin           |
| ----- | ------- | ------------------- |
| 1     | Türkei  | Çağla Büyükakçay    |
| 2     | Spanien | Sara Sorribes Tormo |
| 3     | Italien | Federica di Sarra   |

### Doppel
| Platz | Land     | Spielerin                             |
| ----- | -------- | ------------------------------------- |
| 1     | Türkei   | Çağla Büyükakçay Pemra Özgen          |
| 2     | Italien  | Federica di Sarra Anastasia Grymalska |
| 3     | Tunesien | Nour Abbès Ons Jabeur                 |

## Medaillenspiegel
| Platz | Land      | Gold | Silber | Bronze | Gesamt |
| ----- | --------- | ---- | ------ | ------ | ------ |
| 01    | Türkei    | 2    | 1      | —      | 3      |
| 02    | Slowenien | 2    | —      | —      | 2      |
| 03    | Tunesien  | —    | 1      | 2      | 3      |
| 04    | Italien   | —    | 1      | 1      | 2      |
| 04    | Spanien   | —    | 1      | 1      | 2      |